# 그레인 (단위)
그레인(grain)은 정확히 64.798 91 밀리그램과 동등한 질량의 측정 단위이다. 곡류의 씨앗 하나의 질량에 기반을 둔다. 청동기시대부터 르네상스시대에 이르기까지 밀과 보리 곡류의 평균 질량은 질량 단위의 합법적인 정의의 일부에 속했다.
그레인은 탄환이나 추진제의 질량을 측정하기 위해 흔히 사용된다. 화살의 무게를 측정하는 표준 단위이기도 하다.